# Palawa (volk)
De Palawa is een volk op Tasmanië in Australië. Ze behoren tot de Aborigines.

## Geschiedenis
Er leven al 32.000 jaar Palawa's op Tasmanië. Tijdens de laatste ijstijd vormden deze Aborigines de zuidelijkste bevolkingsgroep ter wereld. Toen het ijs tienduizend jaar geleden begon te smelten, steeg de zeespiegel en werd Tasmanië gescheiden van het Australische continent. De Palawa's leefden duizenden jaren in een volledig isolement, tot het door Nederlandse, Franse en Engelse ontdekkingsreizigers werd doorbroken.
In 1803 richtten de Britten een strafkolonie in bij het huidige Hobart en begon de genocide (en indirect etnocide) op de plaatselijke Aborigines. In 1828 werd de staat van beleg afgekondigd, die uitmondde in een grote militaire operatie, Black Line geheten, met als doel alle nog resterende Aborigines samen te drijven op enkele kleine eilandjes en in een paar afgelegen enclaves. In 1838 waren er nog slechts 82 Aborigines over. De laatste 'volbloed'-Palawa, een vrouw die Trugannini heette, stierf in 1876.

## Leefwijze
De Palawa's leefden in zeventig tot vijfentachtig groepjes van tussen de dertig en tachtig leden. Iedere groep had een territorium van tussen de vijf- en achthonderd vierkante kilometer. De Tasmaniërs vormden negen grotere sociale eenheden of stammen, met een gemeenschappelijke taal en cultuur. Over hun religieuze praktijken geloofsvoorstellingen is nauwelijks iets bekend. Het is wel bekend dat de Palawa's 3500 jaar geleden om onbekende redenen stopten met het eten van vis. Sindsdien aten zij vooral schelp- en schaaldieren en pinguïns.
Er zijn nu duizenden mensen die zeggen dat er Palawabloed door hun aderen stroomt. Zij zouden afstammen van Aboriginalvrouwen die kinderen kregen van westerse zeehondenjagers en walvisjagers. Van hun moeders leerden zij dat het van groot belang was hun culturele erfgoed te bewaren. Zij gebruikten bloedbanden, mondelinge overlevering en tradities om hun cultuur levend te houden.